# Bellotsundet
Bellotsundet (engelska: Bellot Strait) är ett sund i arktiska Kanada på 72 ° nordlig bredd som skiljer Boothiahalvön från Somersetön och förenar Franklin Strait med Prince Regent Inlet (Boothiaviken). Bellotsundet är 30 kilometer långt och på smalaste stället endast 1,5 kilometer brett. Östra inloppet upptäcktes 1852 och undersöktes första gången av Francis Leopold McClintock.